# PA 58 (авианосец)
PA 58 — проект авианосца ВМС Франции. Проектирование началось в 1958 году, когда уже шло строительство авианосцев типа «Клемансо» (проект PA 54). Разработка PA 58 была вызвана желанием французского руководства получить более крупный авианосец, с которого могли бы действовать тяжёлые самолёты, способные наносить ядерные удары, в рамках ядерной доктрины Франции. Предполагалось обеспечить базирование на PA 58 ударных самолётов «Мираж» IV, а также штурмовиков «Этандар» IV и противолодочных самолётов «Ализе». Будущий авианосец намечалось назвать «Верден» (фр. Verdun), но в 1961 году проект был закрыт.